# Calliostoma heugteni
Calliostoma heugteni is een slakkensoort uit de familie van de Calliostomatidae. De wetenschappelijke naam van de soort is voor het eerst geldig gepubliceerd in 2003 door Vilvens & Swinnen.